# Necrophila cyaniventris
Necrophila cyaniventris es una especie de escarabajo carroñero del género Necrophila, categorizada en la tribu Silphini, de la subfamilia Silphinae. Fue descrita por Motschulsky en 1870.

## Distribución
Se distribuye por Asia: China, India, Camboya y Vietnam.